# Koper(II)arsenaat
Koper(II)arsenaat is een toxisch koperzout van arseenzuur en heeft als brutoformule Cu3(AsO4)2. De stof komt voor als een blauw-groen kristallijn poeder, dat onoplosbaar is in water. Het oplosbaarheidsproduct (Ks) van koper(II)arsenaat bedraagt 7,6 × 10−36. De verbinding komt voornamelijk voor als tetrahydraat: Cu3(AsO4)2 · 4 H2O.

## Toepassingen
Koper(II)arsenaat is een insecticide, herbicide, fungicide en rodenticide, dat voornamelijk in de landbouw wordt aangewend.

## Kristalstructuur
Koper(II)arsenaat bezit een triklien kristalstelsel en behoort tot ruimtegroep P1. De parameters van de eenheidscel bedragen:
- a = 5,046(2) Å
- b = 5,417(2) Å
- c = 6,354(2) Å
- α = 70,61(2)°
- β = 86,52(2)°
- γ = 68,43(2)°

## Toxicologie en veiligheid
Koper(II)arsenaat ontleedt bij verhitting, met vorming van toxische arseendampen. Het reageert met zuren, onder vrijstelling van het zeer giftige arsine.
Koper(II)arsenaat en diens aerosol zijn irriterend voor de ogen en de luchtwegen. De stof kan effecten hebben op het centraal zenuwstelsel, het spijsverteringsstelsel en het vaatstelsel, met als gevolg ernstige bloedingen, verlies van vocht en elektrolyten, bewusteloosheid en shock. Blootstelling aan lage concentraties kan de dood veroorzaken. Koper(II)arsenaat is carcinogeen voor de mens.